# Sepulcro
Um Sepulcro é uma câmara mortuária. Nas práticas antigas do povo Hebreu, ele era esculpido em rocha de uma encosta. Já em Roma, a violação de sepulcro (se praticada pelo homem) era considerada justa causa para a o pedido de dissolução do casamento (por parte da mulher). Esse tipo de ato tornou-se frequente após o cristianismo. Os sepulcros eram violados no intuito de encontrar objetos de valor junto aos corpos enterrados.